# 창의성

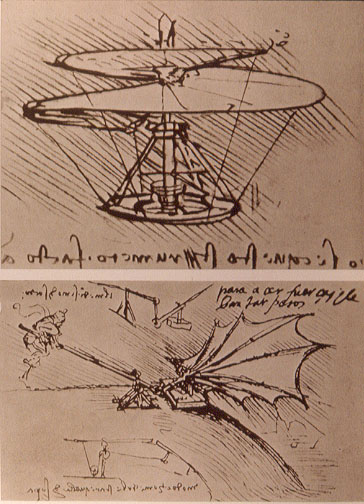
레오나르도 다 빈치는 창조적인 사람으로 잘 알려져 있다.

창의성(創意性, 문화어: 창발성, 영어: creativity)은 새로운 생각이나 개념을 발견하거나 기존에 있던 생각이나 개념들을 조합하여 새로이 생각해내는 특성이다. 창조성(創造性)이라고도 하며 이에 관한 능력을 창의력(創意力), 창조력(創造力)이라고 한다. 창조력은 의식적이거나 무의식적인 통찰에 힘입어 발휘된다. 창의력에 대한 다른 개념은 '이을 수 없는 점을 잇는 것'이다.
과학적인 관점에서 보면, 창조적인 사유의 결과물은 항상 독창성과 "함께" 적합성을 지닌 것이다. 창의성과 창의적인 행동들은 심리학, 인지과학, 교육, 철학 (특별히 과학 철학), 신학, 사회학, 언어학, 경영학, 경제학 등의 여러 학문 분야에서 연구되어왔다. 그 결과로 창의성에 대한 여러 정의와 접근 방식이 생겨났다.

## 정의
"창조성, 창의력, 창조력" 등의 여러 말로 사용되는 이 창의성을 정의하기란 복잡한 일이다. 1961년에 로데스(Rhodes)는 창의성에 대한 64개의 정의를 분석하였다. 따라서 여러 학자의 연구 중 하나를 선택하여 살펴볼 수밖에 없다. 물론 학자들의 연구는 일정 부분 서로 통하는 면이 있기 마련이기에 한 학자의 연구를 통해 다른 학자들의 정의도 이해하는 데 도움이 된다.
1995년에 토랜스(Torrance)는 세 가지 측면에서 창의성을 다루었는데, 연구 수행을 위해 만들었으며 창의적 사고의 과정에 초점을 둔 '연구용 정의', 그림으로 창의성을 보여주는 '예술적 정의', 생존하기 어려운 위기 상황에서 생존을 위해 나타나는 창의적인 반응을 다룬 '생존적 정의'가 그것이다. 첫째인 연구용 정의에 따르면, 창의적 사고는 다음과 같은 과정을 거치는데, 어려운 문제나 빈 틈을 인식하고 그러한 빈 곳을 메우는 추측을 하거나 가설을 만들며 그러한 가설을 검증하고 마지막으로 그 결과를 다른 사람에게 말하는 것이다. 둘째인 예술적 정의는 그림을 그려서 창의성이란 이 그림과 같은 것이다는 식으로 비유적인 설명을 하는 것으로, 열린 문을 그린 후에 "창의성이란 문 밖으로 나가는 것과 같다"는 말로 설명하는 것이다. 셋째인 생존적 정의는 미국 공군 생존훈련처럼 춥고 먹을 것이 없는 극한 상황에서 그 상황에 맞는 생존 방법을 찾아내는 능력을 말하며, 이전의 사례를 참조하여 지금 현 상황에 맞는 "새로운 형태의 것으로 상상하여 재조합"하는 능력이다.
창의성에 대한 과학적 연구를 요약하면서 마이클 뭄포드(Michael Mumford)는 다음과 같이 말했다. "그러나 최근 10년간의 논의를 통하여 우리는 창의성이 소설을 창작하고 쓸모있는 제품을 만드는 것을 포함하는 개념이라는 일반적인 일치에 도달한 것으로 보인다.

## 관련
- 꿈
- 천재
- 창의성의 개념에 대한 역사
- 상상력
- 혁신
- 발명
- 음악 치료
- 즉흥 연주
- 경험에 대한 개방성
- 독창성

## 참고자료
- 창의성의 개념에 대한 역사